# 1981 au Maroc
Chronologie du Maroc
- 1977
- 1978
- 1979
- 1980
- 1981
- 1982
- 1983
- 1984
- 1985

Cet article présente les faits marquants de l'année 1981 au Maroc ou relatifs au Maroc.

## Événements
- 28 mai : sur recommandation du FMI, le gouvernement marocain annonce une augmentation des produits de base subventionnés (farine, sucre, beurre) ; la Confédération démocratique du travail, organisation syndicale constituée en 1978, appelle à la grève générale pour le 20 juin[1].
- 20-21 juin : émeutes du pain au Maroc. La grève générale déclenchée par les syndicats pour protester contre les augmentations brutales des produits de première nécessité dégénère en violents affrontements avec les forces de l'ordre à Casablanca. Le gouvernement décrète alors l'état de siège et fait intervenir l'armée. 10 000 soldats appuyés par des centaines de blindés et d'hélicoptères investissent les points névralgiques de la ville et tirent en plusieurs endroits sur la foule d’émeutiers. La répression aurait provoqué des centaines de victimes (66 d’après les chiffres officiels, de 600 à 1 000 selon l’Association des Marocains de France)[1] et des milliers de prisonniers syndiqués dont le secrétaire général de l’organisation syndicale Noubir Amaoui, et trois membres du bureau exécutif, Mrani Mohamed, Bazzaoui Lakbir, Abderrahmane Chennaf. Le ministre de l’Intérieur Driss Basri implique aussi l’USFP, Union socialiste des forces populaires ce qui entraîne l’incarcération du rédacteur en chef du journal Almouharir Mustapha Karchaoui, Mohamed Karam tous deux membres du bureau politique de l’USFP et celle du secrétaire général du syndicat des petits et moyens commerçants, Abdallah Al Moustaghfir[2]. Toutefois, le gouvernement recule et rétablit les subventions sur le pain[1].
- 27 juin : adoption par l’Organisation de l’unité africaine de la Charte africaine des droits de l’homme et des peuples lors du sommet de Nairobi (Kenya)[3].

## Sports
- La Coupe du Maroc de football 1980-1981, Coupe du Trône, est la vingt-cinquième édition de la compétition.
- La Coupe du Maroc de football 1981-1982, Coupe du Trône, est la vingt-sixième édition de la compétition.

## Culture
- Le Grand Voyage (titre original en arabe : Ibn Sabil) est un film marocain réalisé par Mohamed Abderrahman Tazi[4].
- Transes est un film marocain réalisé par Ahmed El Maânouni.
- 44 ou les Récits de la nuit, film franco-marocain réalisé par Moumen Smihi.